# Anacamptis morio
Anacamptis morio, sinónimo de Orchis morio e de nome comum erva-do-salepo ou testículo-de-cão, é uma espécie de plantas terrestres pertencentes à família das orquídeas (Orchidaceae) as quais crescem sob sol pleno ou em locais secos de solo calcário, pastos e bosques ralos. Distribuem-se por ampla área quase toda a Europa e Oriente Médio até o Irã bem como no sul da Inglaterra, País de Gales e Irlanda. Sua ampla dispersão deu origem a muitas variações morfológicas, hoje consideradas sinônimos. O nome morio vem do grego moros, bobo, bufão, em referência às suas muitas cores.
Atingem quarenta centímetros de altura. Florescem no fim do inverno, primavera ou verão, dependendo do país em que se encontrem. As cores de suas flores variam de branco, diversos tons de rosa até púrpura escuro. A inflorescência é racemosa e apresenta até vinte cinco flores espaçadas que contém um calcar com néctar o qual serve para atrair os agentes polinizadores.
Assemelha-se à Orchis mascula, mas pode ser identificada pelas listas verdes nas sépalas laterais e falta de máculas nas folhas quando novas. Igualmente as sépalas desta espécie têm a mesma orientação das pétalas, característica poderá ajudar a distingui-la de outras espécies do mesmo género.

## Ligações externas

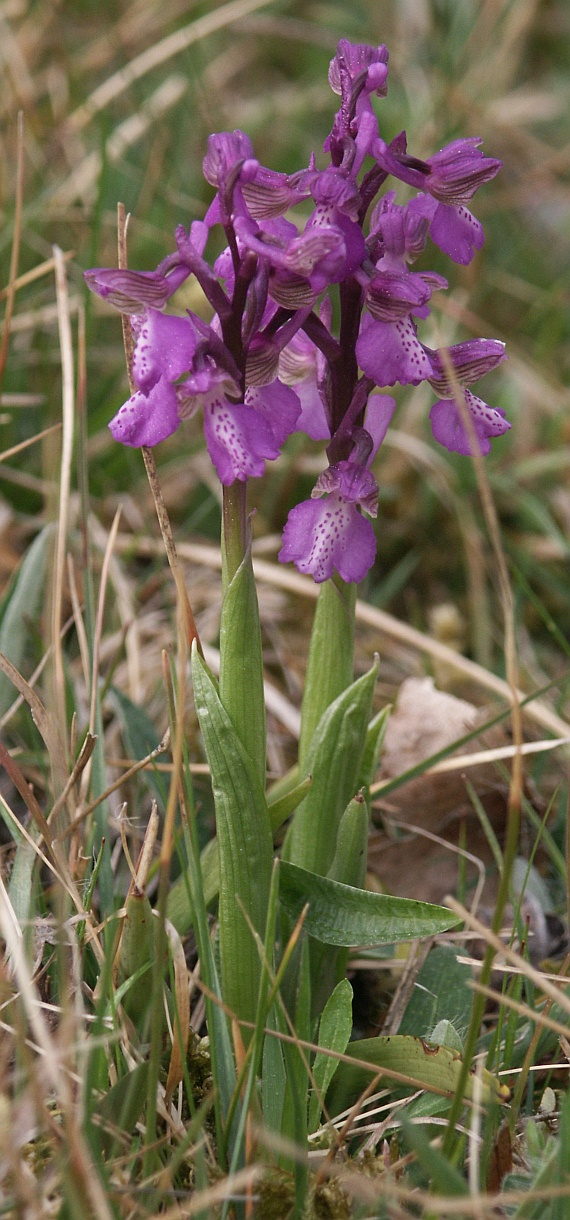
Anacamptis morio no habitat.

Flor